# Gagea confusa
Gagea confusa är en liljeväxtart som beskrevs av Achille Terracciano. Gagea confusa ingår i Vårlökssläktet och i familjen liljeväxter. Inga underarter finns listade.